# أطلس كوبكو
أطلس كوبكو (Copco from Compagnie Pneumatique Commerciale) هي شركة صناعية سويدية متعددة الجنسيات تأسست عام 1873. تقوم بتصنيع الأدوات والمعدات الصناعية.
مجموعة أطلس كوبكو هي مجموعة صناعية عالمية من الشركات مقرها في ناكا، السويد. في عام 2019، بلغ إجمالي الإيرادات العالمية 104 مليار كرونة سويدية، وبحلول نهاية ذلك العام، وظفت الشركة حوالي 38774 شخصًا. يتم إدراج أسهم الشركة في بورصة ستوكهولم OMX وتشكل كلا الفئتين «أ» و «ب» جزءًا من مؤشر أومكس ستوكهولم 30 القياسي.
تقوم شركات أطلس كوبكو بتطوير وتصنيع وخدمة وتأجير الأدوات الصناعية وضواغط الهواء (التي تعد المنتج الرائد في العالم منها)،  أنظمة البناء والتجميع. تعمل المجموعة في أربعة مجالات: تقنية الضاغط، وتقنية الفراغ، وتقنية الطاقة، والتقنية الصناعية.